# Xerogrella dolpensis
Xerogrella dolpensis is een hooiwagen uit de familie Sclerosomatidae.